# バッファロー・ガールズ
『バッファロー・ガールズ』（Buffalo Girls）は、1995年のアメリカ合衆国の西部劇テレビ映画。アンジェリカ・ヒューストン、メラニー・グリフィス、ガブリエル・バーン出演。NHK-BS2では『バッファロー・ガールズ/カラミティ・ジェーンの半生』というタイトルで放送された。

## ストーリー
女性が生き残るには結婚するか、売春婦になるかという選択しかなかった西部開拓時代。そのどちらも向かないと感じていたカラミティ・ジェーンは、男として生きるため猟師として働き、自由を手にしていた。
しかし時代が移り変わり西部が黄金期を過ぎた頃、獲物が獲れなくなったジェーンら猟師は、カスター将軍の下で働くことになった。道の途中で、ジェーンの想い人であるワイルド・ビル・ヒコックと出会い、彼女は自分が女であることを隠して、カスター将軍のところで働いていると話す。その後将軍に女であることがばれ、雑用ばかりやらされるようになったジェーンは、他の仲間と共に脱走する。西部の町デッドウッドに来たジェーンは、テディ・ブルーとその恋人ドーラを訪ねる。ドーラに結婚を勧めるジェーンだが、ドーラは結婚には否定的で恋人のままがいいと話す。服を女性らしいものに着替えたジェーンは、夜の酒場でワイルド・ビルと話すが、彼がカラミティ・ジェーンであることをばらしたため、ショックを受けた彼女は酒場から去ってしまう。ワイルド・ビルは、冗談が過ぎたと謝り、2人は関係を持つ。町を離れたジェーンが野営していると、そこにジェーンの友人で先住民族のノー・イヤーが現れる。翌日彼は、ジェーンが妊娠していると気づき伝えると、男として生きてきたため彼女は動揺が、赤ちゃんを生むことを決意する。
赤ちゃんにジェニーと名前をつけ、ジェーンはワイルド・ビルがいるデッドウッドを訪れるが、彼がすでに殺されたと聞き絶望する。ドーラたちも家を引き払っていたため、ジェーンは1人酒場で飲んでいたが、そんな彼女にジェームズ・オニールという男性が話しかけてきた。彼は子供を亡くし、妻も子供ができない身体になってしまったという。話を聞いたジェーンは、ジェニーが自分といるより彼らに託したほうが幸せになると考え、ジェニーを夫妻に引き渡す。

## キャスト
| 役名                         | 俳優                       | 日本語吹替 | 日本語吹替 |
| 役名                         | 俳優                       | ソフト版   | NHK版      |
| ---------------------------- | -------------------------- | ---------- | ---------- |
| カラミティ・ジェーン         | アンジェリカ・ヒューストン | 塩田朋子   | 高畑淳子   |
| ドーラ・デュフラン           | メラニー・グリフィス       | 山像かおり | 沢海陽子   |
| テディ・ブルー               | ガブリエル・バーン         | 江原正士   | 荒川太朗   |
| バッファロー・ビル・コーディ | ピーター・コヨーテ         | 山野史人   | 村田則男   |
| ジム・ラッグ                 | トレイシー・ウォルター     |            | 円谷文彦   |
| ノー・イヤー                 | フロイド・ウェスターマン   |            | 益富信孝   |
| バートル・ボーン             | ジャック・パランス         | 丸山詠二   | 大塚周夫   |
| ドゥージー                   | シャーレイン・ウッダード   |            | 林佳代子   |
| カスター将軍                 | ジョン・ディール           | 小島敏彦   |            |
| オグデン                     | リーヴ・シュレイバー       | 宮本充     | 佐久田修   |
| シッティング・ブル           | ラッセル・ミーンズ         | 宝亀克寿   | 藤本譲     |
| アニー・オークレイ           | リーバ・マッキンタイア     |            | 高島雅羅   |
| ワイルド・ビル・ヒコック     | サム・エリオット           | 佐々木勝彦 | 坂口芳貞   |

- NHK版：1999年5月3日・4日 BS2で前後編に分けて放送。

## スタッフ
- 監督：ロッド・ハーディ
- 脚本：シンシア・ウィットコーム
- 原作：ラリー・マクマートリー 『Buffalo Girls』
- 製作：サンドラ・サクソン・ブライス、スザンヌ・コストン
- 製作総指揮：スザンヌ・ド・パッシー
- 撮影監督：デヴィッド・コンネル
- プロダクションデザイナー：キャリー・ホワイト
- 編集：リチャード・ブラッケン
- 衣裳デザイン：ヴァン・ブロートン・ラムジー
- 音楽：リー・ホルドリッジ（英語版）

## 受賞とノミネート
| 賞                   | 部門                                              | 候補                                                            | 結果       |
| -------------------- | ------------------------------------------------- | --------------------------------------------------------------- | ---------- |
| エミー賞             | 作品賞ミニシリーズ/テレビ映画部門                 |                                                                 | ノミネート |
| エミー賞             | 主演女優賞ミニシリーズ/テレビ映画部門             | アンジェリカ・ヒューストン                                      | ノミネート |
| エミー賞             | 助演男優賞ミニシリーズ/テレビ映画部門             | サム・エリオット                                                | ノミネート |
| エミー賞             | 美術監督賞ミニシリーズ/テレビ映画部門             | ジェームズ・ヘルプス、アリステア・ケイ、マイケル・J・サリヴァン | ノミネート |
| エミー賞             | 衣装賞ミニシリーズ/テレビ映画部門                 | ヴァン・ブロートン・ラムジー                                    | ノミネート |
| エミー賞             | 編集賞シングルカメラ・ミニシリーズ/テレビ映画部門 | リチャード・ブラッケン                                          | ノミネート |
| エミー賞             | ヘアスタイリング賞ミニシリーズ/テレビ映画部門     |                                                                 | ノミネート |
| エミー賞             | メイクアップ賞ミニシリーズ/テレビ映画部門         |                                                                 | ノミネート |
| エミー賞             | 劇中曲賞ミニシリーズ/テレビ映画部門               | リー・ホルドリッジ                                              | ノミネート |
| エミー賞             | 音響編集賞ミニシリーズ/テレビ映画部門             |                                                                 | ノミネート |
| エミー賞             | 音響賞ミニシリーズ/テレビ映画部門                 |                                                                 | 受賞       |
| ゴールデングローブ賞 | テレビ助演男優賞                                  | サム・エリオット                                                | ノミネート |
| ゴールデングローブ賞 | テレビ助演女優賞                                  | メラニー・グリフィス                                            | ノミネート |
| 全米映画俳優組合賞   | 女優賞 テレビ映画・ミニシリーズ部門               | アンジェリカ・ヒューストン                                      | ノミネート |